# Бугульдейское муниципальное образование
Бугульдейское муниципальное образование — муниципальное образование со статусом сельского поселения в Ольхонском районе Иркутской области России. Административный центр — Бугульдейка.

## Демография
По результатам Всероссийской переписи населения 2010 года
численность населения муниципального образования составила 1019 человек, в том числе 528 мужчин и 491 женщина.

## Населенные пункты
В состав муниципального образования входят населенные пункты
- Бугульдейка
- Куртун
- Куяда[2]